# Теда (Източна Фризия)
Теда Укена (на немски: Theda Ukena, * 1432, Олдерсум, Долна Саксония, † 16 ноември 1494, Греетсил, Долна Саксония) е регентка на имперското графство Източна Фризия от 1466 до ок. 1480 г. Тя е внучка и наследничка на вожд Фоцко Укена († 1436).

## Биография
Дъщеря е на вожд Уко Фоцкена (1408 – 1432) и на Хеба, дъщеря на вожд Лютет Атена от Дорнум. Кръстена е на баба си Теда фон Райде, първата съпруга на Фоцко Укена. Нейният баще е убит през 1432 г.
Теда се омъжва през 1455 г. за Улрих I (1408 – 1466) от фамилията Кирксена, от 1454 г. граф на Източна Фризия. Тя е втората му съпруга. След смъртта на Улрих през 1466 г. тя поема управлението на фамилията Кирксена, подпомагана от вожд Зибет Атена. От около 1480 г. нейните синове поемат управлението.
Теда умира на 16 ноември 1494 г. в Греетсил. Тя е погребана в манастира „Мариентал“.

## Деца
Теда Укена и Улрих имат шест деца:
- Хеба (1457 – 1476), омъжена за граф Ерих I фон Шаумбург-Пинеберг (1420 – 1492)
- Гела (1458 – 1497)
- Ено I (1460 – 1491, удавен), граф на Източна Фризия
- Едзард I Велики (1462 – 1528), граф на Източна Фризия
- Уко (1463 – 1507), 1481 записан в стария университет на Кьолн (Universitas Studii Coloniensis)
- Алмут (1465 – 1522/1523)